# 拉斐特 (加利福尼亚州)
拉斐特，是美国加利福尼亚州舊金山灣區東部康特拉科斯塔县內的一座城市，為紀念美國獨立戰爭中的法国军事英雄人物拉法耶特侯爵而定名为「拉斐特」。
以田園式的風光和富裕的居民著名，2009年的中間家戶收入估計為12萬美元，是加州的兩倍和全國的三倍有餘。市政府建制于1968年7月29日。城市面积约为39.4平方公里，根据2010年的人口普查，拉法葉有人口2萬3893人。

## 歴史
被西班牙殖民地化以前，拉斐特和其付近有原住民湾米沃克族（Bay Miwok）的萨克兰（Saclan）部族居住，奥隆尼族（Ohlone）也沿拉斐特溪居住。在该地区，随着天主教宣教区的建立，原住民和欧洲人的最初接触在于1700年代晚期。这些初期的接触成为几年的战争了，包括在于現在的拉斐特本土上萨克兰部族和西班牙人的战斗，导致终于原住民被征服。于1834年，現在的拉斐特大部分的本土被当時支配该地区的墨西哥政府实施土地放領为兰乔・阿卡拉内斯（Rancho Acalanes）给坎德拉里奥・巴倫西亞（Candelario Valencia）（牧場的名子為紀念被称为阿哈拉・恩（Ahala-n）的原住民村而定名）。
随着于1848年购入兰乔・阿卡拉内斯的伊拉姆·布朗（Elam Brown）的到达，美国人的殖民地化开始了。于1857年小镇获得本身的邮局，改称为拉斐特。在1860年代早期，拉斐特在短時間有驿马快信制的一个驿站。在1900年代中期、拉斐特从農村变成卧城发展，于1968年公法人化。

## 人口統計
根據2010年的人口普查 ，拉斐特的人口有2萬3893人，分佈在9223戶，和6795個家庭裡。人口密度為每平方公里599.5人。住家單位平均密度為每平方公里242.2單位，共有9651單位。種族分佈為84.7%白人、0.7%黑人、0.3%印第安人、9.0%亞裔、0.1% 太平洋島嶼裔、1.0%其他、4.2%兩個以上混合。拉丁美裔人（任何种族）占5.8%。
在9223戶內，35.4%住有18歲以下兒童，63.7%為夫婦同住，7.1%為女性戶長無男性配偶。平均住戶規模為2.58人，平均家庭規模為3.01人。
該城人口中18歲以下佔24.9%，18－24歲5.1%，25－44歲33.8%，45－64歲 19.6%，65歲以上16.6%。平均年齡為45.2歲。男女比例為每100女性比94.5男性。18歲以上則為每100女性比91.5男性。

## 名人

### 过去
- 祖·蒙坦拿，已退役美式足球運動員以及職業美式足球名人堂成員，司職四分衛，效力三藩市49人以及堪薩斯城酋長
- 乔希·雷迪克，美国职棒大联盟休士頓太空人的外野手
- 格倫·西奧多·西博格，美国核化学家，诺贝尔化学奖得主
- 亚历山大·舒尔金，美国药物化学家、生物化学家、药理学家、精神药理学家、作家，曾於20世紀70年代末向心理學家推薦將MDMA用於治療精神疾病

### 现在
- 纳塔莉·考芙林，美国女子游泳运动员
- 韋恩·費雷拉，南非職業網球運動員
- 巴斯特·波西，美國職棒大聯盟舊金山巨人的捕手
- 詹姆斯·范·霍夫腾，美国国家航空航天局的宇航员